# Hipparchia van Maroneia
Hipparchia was een filosofe. Ze leefde omstreeks 340 v.Chr.. Zij wordt gezien als de eerste vrouwelijke vertegenwoordiger van het cynisme. Zij was de echtgenote van Krates van Thebe.
Hipparchia stamde uit een aristocratisch Thracisch geslacht uit Maroneia. Via haar broer Metrocles, die in Athene studeerde bij Krates, maakte zij kennis met Krates en werd verliefd op hem.
De overlevering wil dat Hipparchia dreigde zelfmoord te plegen als zij van haar familie geen toestemming kreeg met hem te trouwen. Toen haar familie er bij Krates op aandrong niet met haar te trouwen, moet deze zijn kleren hebben uitgetrokken (hij was misvormd!) en tegen Hipparchia gezegd hebben: “Ziehier de bruidegom en ziehier zijn bezittingen. Baseer hierop je beslissing”.
Overeenkomstig de cynische “leer” leefde het paar in armoede. Krates en Hipparchia verwierpen alle conventies en leefden als bedelaars in de straten van Athene op een wijze die door latere christelijk schrijvers (onder wie Augustinus) 'schaamteloos' werd genoemd.
Het echtpaar kreeg twee kinderen, een meisje en een jongen die Pasicles heette.
Het is niet bekend hoe en wanneer Hipparchia stierf.

## Voortleven in de cultuur

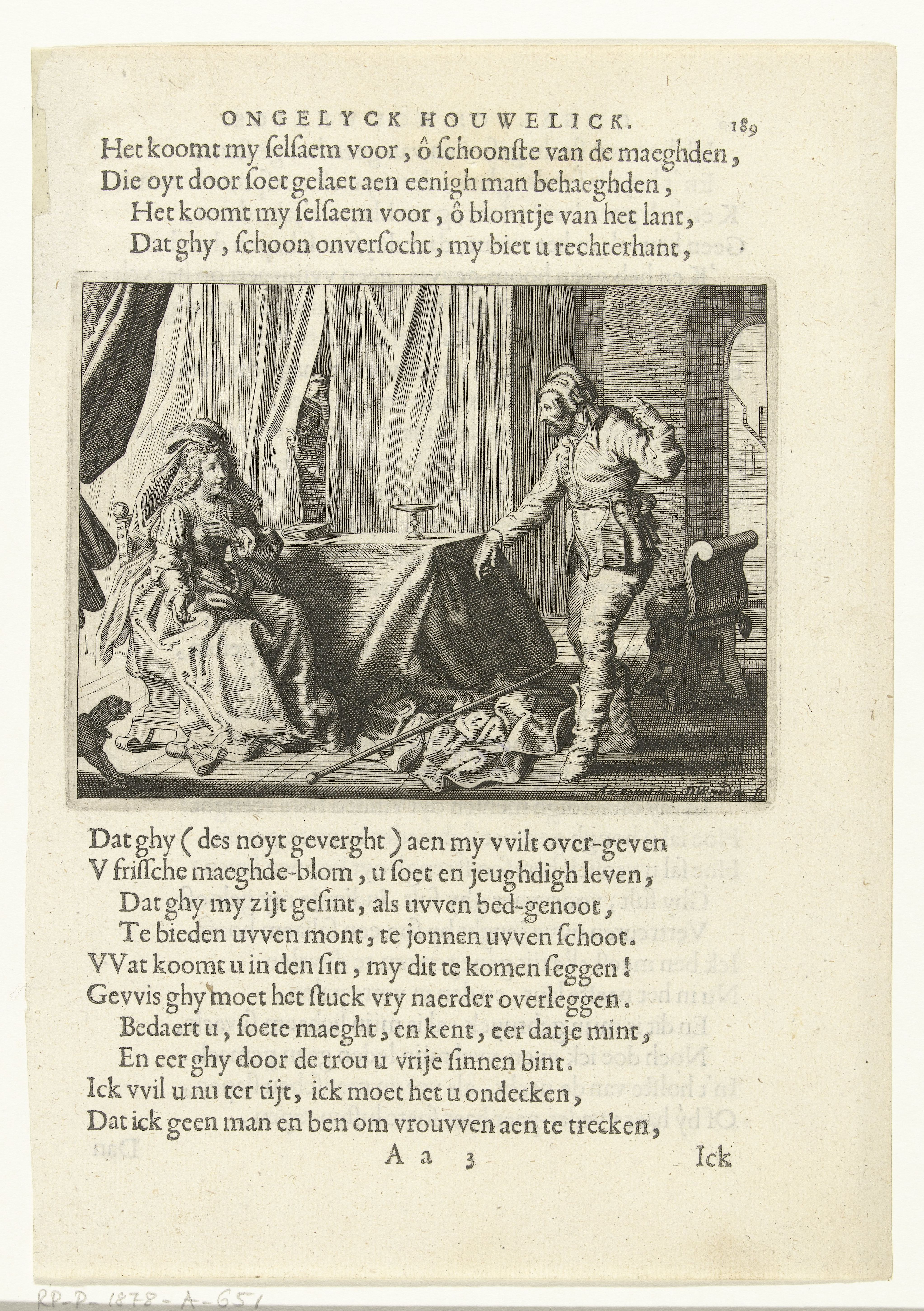
Uit Trou-ringh van Jacob Cats: Hipparchia wordt door Krates ten huwelijk gevraagd, illustratie (ca. 1635-1637) van Daniël van den Bremden naar ontwerp van Adriaen Pietersz. van de Venne (Rijksmuseum Amsterdam)

- 3e eeuw na Chr. In Griekenland, noch in Rome was een vrouw filosoof. Evenmin kwam het voor dat een vrouw op voet van gelijkheid verkeerde met een man. Hoe uitzonderlijk de positie van Hipparchia in die dagen was, blijkt wel uit het feit dat toen Diogenes Laërtius in de 3e eeuw na Chr. het leven en de opvattingen van ruim 80 filosofen beschreef, Hipparchia de enige vrouw was met een apart lemma.
- 1637 Jacob Cats wijdde in zijn Trou-ringh een hoofdstuk aan Hipparchia  en Krates van Thebe. Trou-ringh  is een groot leerdicht in vier delen, met veel verhalen op rijm. Het is een vervolg op Houwelick. Deel I bevat o.a. Adam en Eva, deel II Crates en Hipparchia, deel III Emma[1] en Eginard, onder de titel De man-dragende Maeght.
- 1805 Krates und Hipparchia, een novelle, geschreven door de Duitse schrijver Christoph Martin Wieland
- 2021 De Filosoof, de Hond en de Bruiloft, een stripbiografie, getekend en geschreven door Barbara Stok

Hipparchia is een bron van inspiratie geweest voor veel feministen, omdat zij wel gezien wordt als de eerste bevrijde vrouw ter wereld.

## Voetnoten
1. ↑  Dit verhaal is gebaseerd op Bertha, een van de dochters van Karel de Grote en haar relatie met Angilbert, een van zijn secretarissen. Uit voorwoord van Verhalen uit de Trou-ringh van Jacob Cats, bezorgd door Johan Koppenol (Amersterdam University press, 2003)

- Bibliothèque nationale de France: cb170193966 (data)
- Gemeinsame Normdatei: 1147230625
- Nationale Bibliotheek van Tsjechië: jo20241220014
- Système universitaire de documentation: 237209829
- Virtual International Authority File: 288151246553444132180